# Pájka

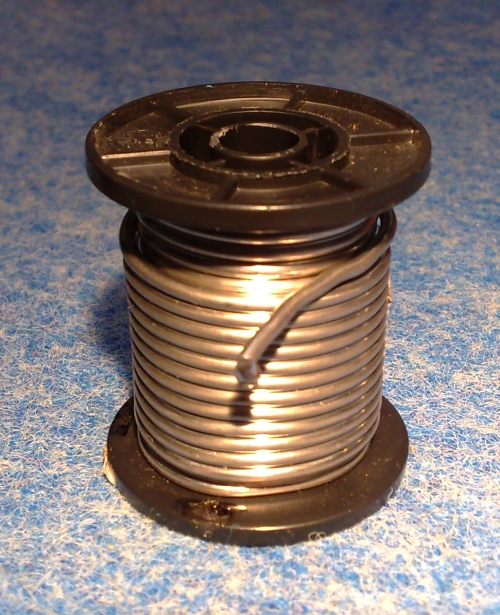
Pájka

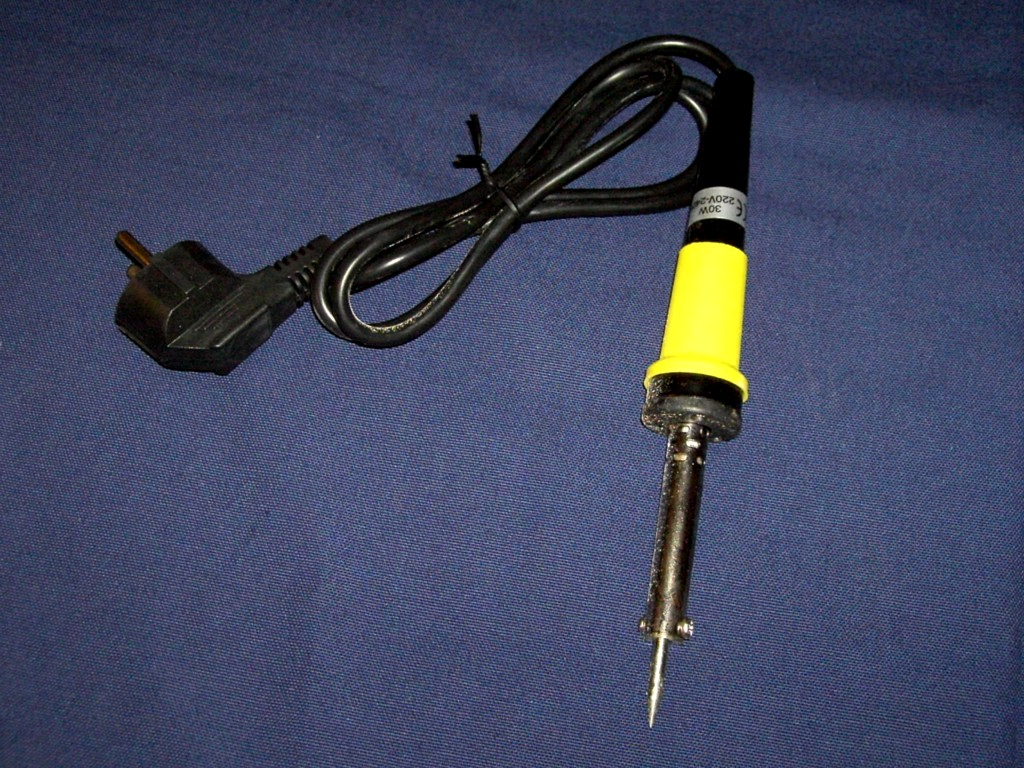
Páječka

Pájka je kov, nebo většinou eutektická slitina kovů, tající při relativně nízké teplotě, určená k pevnému spojování netavených materiálů z jiných kovů, když tyto těsně osmáčí a sama roztavená k nim přilne a zatuhne na nich. Spojování pomocí pájky se nazývá pájení, případně letování, provádí se pomocí zařízení zvaného páječka, resp. letovačka, letlampa.

## Druhy pájek
Nejběžnějšími druhy měkkých pájek, typicky v elektronice, jsou cínová a olověná pájka, resp. slitiny cínu a olova, nejčastěji v poměru 2:1.
V jemné mechanice se k pájení užívá též stříbro.
Železnou litinu lze letovat mosazí (tvrdá pájka).

### Pájky podle teploty
Pájky se podle pracovních teplot, podle teploty tuhnutí, rozlišují na měkké a tvrdé pájky: Rozhraní je zhruba kolem 450 °C.
- tvrdé – tavitelné při teplotách nad 450 °C, obvykle slitiny mědi, zinku, stříbra a cínu (mosazi), nebo slitiny hliníku. Užívají se v oblastech, kde dochází k většímu mechanickému namáhání nebo na místech namáhaných vysokými nebo kryogenními teplotami. Také ke spojení dílu ze šedé litiny a oceli. Pájení se provádí autogenem, nastaví se ostřejší, „syčivý“ plamen, s větším množstvím kyslíku. Ve strojírenství a v opravářství se obě ocelové části rozžhaví do červena, pájka (mosazný drát) se nahřeje a ponoří se do boraxu (bílý prášek). Pak se dá nad rozžhavený spoj a nahřeje se plamenem. Tekutá mosaz skápne na žhavou ocel, rozlije se po součástech a svým zatuhnutím vše pevně spojí.
- měkké – tavitelné při teplotách pod 450 °C, nízkotavitelné kovy – obvykle cín nebo slitiny cínu a olova případně s příměsemi kadmia nebo bismutu. Využívají se pro místa, která nejsou mechanicky ani teplotně nijak zvlášť namáhána. Pro měkké pájení se používá většinou elektrická páječka. Ta mívá měděný hrot, který se pocínuje, aby na něm držela pájka. Na hrot se pak nataví (nabere) kapka tavidla (kalafuny), kapka pájky (cínu), která pak spojí oba pájené (letované) díly.

#### Vliv teploty v praxi
Pro kvalitní pájení je nezbytné bezprostředně před nanesením pájky spájené plochy očistit a ošetřit nanesením tzv. tavidla, které z nich odstraní oxidy a připraví je na přiblížení roztaveného kovu na až atomové vzdálenosti. Pro letování v elektrotechnice se používají i trubičkové pájky (průměr cca 1 mm, navinuté) s tavidlem již připraveným uvnitř.
Naopak při nedostatečném prohřátí pájky i spojovaných součástek, jejich materiálů, při příliš rychlém zchladnutí pájky na nich, k vzájemnému přilnutí nedojde: Mezera může být natolik veliká, že letovaný spoj sice mechanicky drží pohromadě, například slepený tavidlem, ale během krátkého tavení za příliš nízké teploty ani nedošlo ke vzájemnému smočení kovů, ba dokonce ani k jejich dotyku, a tedy ani k elektrickému kontaktu: Nevznikl správný spoj, jen tzv. „studený spoj“. Vzniklý spoj má natolik špatné mechanicko-elektrické vlastnosti, že až ovlivňuje funkci zařízení, zhoršuje jeho funkci nebo jí až úplně brání (příliš velkým přechodovým odporem, i o několik řádů větším).

## Měkké pájky cínoolověné
Měkká pájka nachází největší uplatnění v elektrotechnice a elektronice, kde zajišťuje pevné vodivé spojení součástek. Je ale také užívána pro spojování měděných potrubí, pozinkovaných plechů, letování konzerv, hudebních nástrojů a pro mnoho dalších aplikací.
| Cín (Sn) [%] | Olovo (Pb) [%] | Teplota tání [°C] | Poznámka                                                       |
| ------------ | -------------- | ----------------- | -------------------------------------------------------------- |
| 25           | 75             | 271               | hrubá pájka pro stavební klempířské práce, tavení plamenem     |
| 30           | 70             | 262               | totéž co výše                                                  |
| 33           | 67             | 180–230           | PM 33, totéž co výše, rozmezí teplot dáno povolenými příměsemi |
| 40           | 60             | 240               | pro pájení mosazi                                              |
| 50           | 50             | 220               | pro pájení mosazi, elektroměrů, plynoměrů, dříve i konzerv     |
| 60           | 40             | 190               | Pro pájení v elektrotechnice                                   |
| 63           | 37             | 182               | Pro pájení v elektrotechnice                                   |
| 90           | 10             | 220               | Dříve užíváno v potravinářství                                 |

### Zákaz olova
Od června 2006 direktiva RoHS (Restriction of the use Hazardeous Substances) povoluje max. 0,1 % olova v pájecí slitině: pro strojní i ruční pájení měkkými pájkami je v elektronice cca od roku 2002, dle doporučení směrnice Evropského parlamentu a Rady č.2002/95/ES (později RoHS), prosazována pájka s nízkým obsahem olova (kolem 0,2–0,5%), a to z ekologických důvodů. Výjimky platí pro pájení v medicíně, letectví/kosmonautice, vojenství, v trakci a částečně v automobilovém průmyslu.
Bezolovnaté pájky však mají horší vlastnosti:
- menší pevnost,
- menší únavová odolnost / rychlejší stárnutí závislé na okolní teplotě,
- horší vzlínavost,
- řídce tzv. cínový mor (za nízkých teplot),
- samovolný vznik a růst zkratovacích vláken (tzv. whiskerů),
- obecně je u všech bezolovnatých pájek potřeba vyšších pájecích teplot,
- vznikají nepříznivé interakce s některými kovy (intermetalické slitiny na rozhraní pájených materiálů, narůstající v závislosti na okolní teplotě a čase), oproti pájkám s olovem.

Většinu nepříznivých jevů lze odstranit použitím vhodných technologických postupů[zdroj⁠?!] a slitinu samotnou se daří vylepšovat různými přísadami (např. stříbro (0,3–3 %), nikl, iridium, měď, germanium, bismut), ale souhrnných vlastností olovnatých pájek se zatím nedosáhlo.
Pro pájky nízkoolovnaté nebo bezolovnaté se vžilo anglické označení PbF slitiny (Plumbum Free), nebo řidčeji LF (lead free).

### Speciální pájky s velmi nízkou teplotou tání
| název slitiny  | cín (Sn) [%] | olovo (Pb) [%] | bismut (Bi) [%] | kadmium (Cd) [%] | teplota tání [°C] | poznámka                                    |
| -------------- | ------------ | -------------- | --------------- | ---------------- | ----------------- | ------------------------------------------- |
| Roseův kov     | 15,5         | 32,5           | 52              | 0                | 96                |                                             |
| Roseův kov     | 20           | 20             | 60              | 0                | 121               |                                             |
| Woodův kov     | 13           | 26             | 48              | 13               | 70                |                                             |
| Lipowitzův kov | 13,3         | 26,7           | 50              | 10               | 60                |                                             |
| Arcetův kov    | 25           | 25             | 50              | 0                | 92                | ve směsi se rtutí má bod tání dokonce 45 °C |

## Tvrdé pájky
Nejčastěji se k pájení používá mosaz, nebo její slitiny. Takovýto spoj má velikou pevnost, někdy i vyšší, než svar. Pájení se provádí letlampou, nebo CO hořákem. Mosaz dokonale zateče do povrchu materiálu a pokud je materiál na povrchu dobře očištěný, tak spoj odolává i korozi. Pájení mosazí se používá tam, kde je třeba velká pevnost spoje a odolnost vůči praskání spoje. Příkladem je uchycení soustružnického nože, vyrobeného ze slinutého karbidu, který je křehký a rozměrově malý a musí být uchycen k většímu kusu měkčí oceli. Zde je použito k spoji mosazí, jelikož má velkou pevnost v tahu a nepraská v bodě styku s materiálem.